# ムルタトゥーリ記念館
ムルタトゥーリ記念館（ムルタトゥーリきねんかん、インドネシア語: Museum Multatuli、英語: Multatuli Museum）とはインドネシアの私設記念館。所在地はバンテン州ランカスピトゥングである。館名にもあるように、この地区に1850年代に暮らしたムルタトゥーリを主題とした。作家を自称するこの人物の実名はエドアルド・ダウェス・デッカー（オランダ語: Eduard Douwes Dekker 1820年生-1887年没）といい、オランダの官吏としてインドネシアに駐在後、帰国して植民地に批判的な作家になった。
この地域はムルタトゥーリの代表作で反植民地主義の小説『マックス・ハーフェラール』の舞台でもある。当館は植民地としてのオランダ領東インドの歴史に着目し、植民地抵抗運動を含めたランカスピトゥングの地方史を取り上げている。
同名の博物館はオランダのアムステルダムにもあって、作家に関する文書類を収集する施設である。

## 沿革
この地域にムルタトゥーリ記念館を建てようという機運は2010年代に盛り上がった。教員のウバイディラ・ムクタル（Ubaidilah Muchtar）と建築家バンバン・エデュダワン（Bambang Eryudhawan）がボニー・トリヤナ（Bonnie Triyana）の支援を取り付けた。この後援者は歴史家で、自身の系譜がこの地域につながるという。『テンポ』の雑誌記者としてクリエ・スディトモ（Kurie Suditomo）も参加している。
ムルタトゥーリを名乗ったエドアルド・ダウェス・デッカーはオランダ政府の植民地行政官を務め、1856年にはレバクで植民地機関の職員に任じられながら、上司と衝突して着任後、短期間でヨーロッパの祖国に帰った経緯がある。役人として見聞きした植民地社会の不公正を小説『マックス・ハーフェラール』にいきいきと描いた。

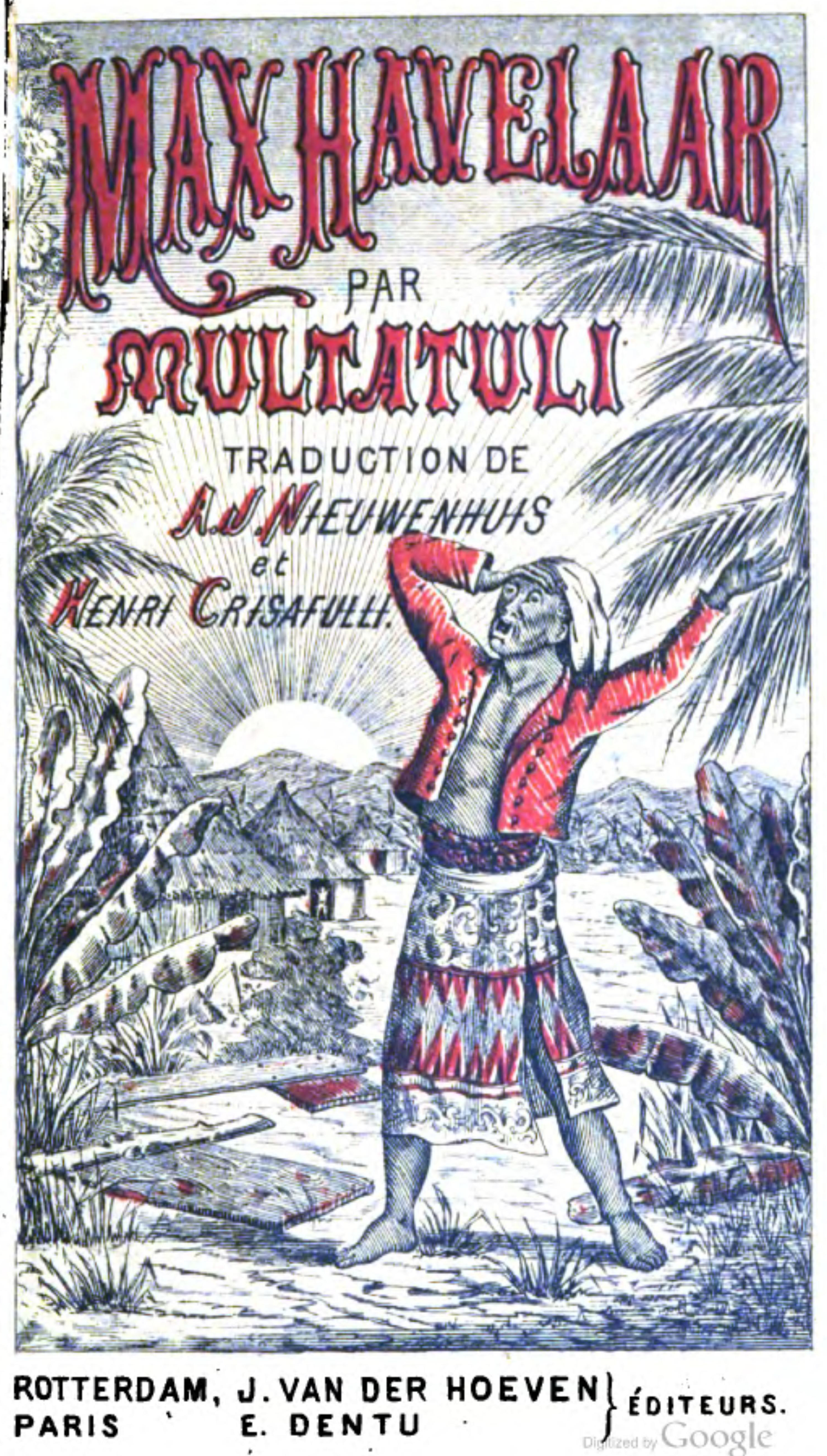
フランス語に翻訳された『マックス・ハーフェラール』の表紙（1876年刊行）

当館の開館は2018年2月である。運営はインドネシアの地方の行政単位としてレバク行政部（Lebak Regency）が取り仕切る。ランカスピトクング広場にほど近い1923年建造の建物に収まり、元はウェダナ（植民地時代の役人）の役所であった。
当館では展示解説に工夫して、来館者がムルタトゥーリの描いた19世紀植民地経済を追体験できるように、コーヒー試飲など感覚から輸出品を評価する体験を取り入れるなどする他、研究活動として植民地の歴史やムルタトゥーリの小説の出版経緯も調べている。彫刻家ドロローサ・シナガ の彫刻作品はムルタトゥーリの肖像と小説の登場人物を描いてあり、館内に展示している。開館15周年には、ムルタトゥーリ文化祭を主催した（インドネシア語: Festival Seni Multatuli）。
新型コロナウイルス感染の流行期には臨時閉館を余儀なくされ、展示の再開は2022年初頭であった。
アムスレルダムに同じ作家の博物館「ムルタトゥーリ博物館」があり、両館は正式な連携関係を結んではいないが、先方から開館の準備期に展示品を受贈した。

## 主な著作
発行年順。
インドネシア語版
- (インドネシア語) Max Havelaar; atau lelang kopi maskapai dagang Belanda (第2版 ed.). Djambatan. (1973). 国立国会図書館書誌ID:000006168276。国立国会図書館著者標目（識別子）00472027。仮題『マックス・ハーフェラール : またはオランダ貿易通商会社のコーヒー競売』

- Multatuli; Prince, Bruyn, (P. M. L. de) (1910) (デンマーク語). Officiële bescheiden betreffende de dienst van Multatuli als Oost-Indies ambtenaar Max Havelaar op de Westkust van Sumatra.. 2. G. J. Slothouwer. 国立国会図書館書誌ID:000006305340　仮題『スマトラ島西海岸における東インド諸島マックス・ハーフェラール公官としてのムルタトゥリの勤務に関する公式文書』。プリンス、ブライジン（P・M・L・de＝ピーター・メルクス・ランベルトゥス・デ・）
  - ダウェス・デッカー（ムルタトゥーリの実名）自身が書いた手紙や、この人物に関する書簡の文面を多く収載。
- Multatuli (1914) (デンマーク語). Millioenen-studien. 5. アムステルダム: E. & M. Cohen. 国立国会図書館書誌ID:024296342　仮題『数百万もの研究』

日本語訳
- 『マックス・ハーフェラール』渋沢元則 訳注、大学書林、1989年2月。doi:10.11501/13406185。国立国会図書館書誌ID:000001973449。デジタル版。背表紙の書名『Max Havelaar』オランダ語、英語、フランス語、インドネシア語併記。著者の肖像あり。典拠情報は「Author Heading」「を見よ」参照。
- 佐藤弘幸 訳『マックス・ハーフェラール : もしくはオランダ商事会社のコーヒー競売』めこん、2003年10月。国立国会図書館書誌ID:000007358101。ISBN 4-8396-0163-1原題『Max havelaar』。著者の肖像あり。

## 関連資料
日本語資料、発行年順。
- 宮本謙介「第II部 国際交易の発展と植民地社会の形成（15世紀から19世紀中葉まで）§第7章 強制栽培制度とジャワ社会 §§8 ムルタトゥーリと『マックス・ハーフェラール』」『概説インドネシア経済史』100頁-（有斐閣〈有斐閣選書〉著有斐閣、2003年）ISBN 4-641-28084-3、国立国会図書館書誌ID:000004128815。障がい者向け資料あり。
- 石坂 昭雄「講演 ムルタトゥーリ『マックス・ハーフェラール、もしくはオランダ商事会社のコーヒー競売』とその時代 : オランダ近代史の光と影」『札幌大学総合論叢』35号-36号、197-223頁（札幌大学、2013年）国立国会図書館書誌ID:000000099063-i32184645。
- 大杉栄 ほか著『大杉栄全集』第2巻、大杉栄全集編集委員会 編（ぱる出版、2014年）ISBN 978-4-8272-0902-0、国立国会図書館書誌ID:025758019。
  - 「オーソリテの話」
  - 「無知」